# Thinophilus calopus
Thinophilus calopus är en tvåvingeart som beskrevs av Friedrich Hermann Loew 1852. Thinophilus calopus ingår i släktet Thinophilus och familjen styltflugor.
Artens utbredningsområde är Kongo. Inga underarter finns listade i Catalogue of Life.